# Мића Миленковић
Миодраг Мића Миленковић (Доње Точане код Куршумлије, 20. јул 1950) српски је сликар и песник. 

## Биографијa
Мића Миленковић је рођен у селу Доње Точане код Куршумлије 20. јула 1950 године. Основну школу започео је у родном месту, а завршио у Обилићу, док је Гимназију започео у Куршумлији, а завршио у Приштини. Електротехнички факултет започео је у Приштини, а завршио у Београду.
Сликарством се бави од 1969 године. У атељеу свог ујака сликара Милоша Гвозденовића на Старом сајмишту у Београду активно почиње са бављењем ликовном уметношћу.
Члан је УЛУС-а. Учесник бројних ликовних колонија као стваралац, сарадник и ментор, и бројних хуманитарних аукција. Био је члан многих сликарских клубова домаћих и иностраних '70-их и 80-их година.
Изложбе су отварали и о његовом раду писали: Никола Кусовац, Срето Бошњак, Катарина Амброзић, Душан Ђокић, Марио Ђиковић...
Био је дугогодишњи заступник-секретар Друштва српско-јеврејског пријатељства у Београду.
Живи и ради у Београду.

## Самосталне изложбе
- Београд,Галерија Дома Војске Србије,
- Београд, УЛУС галерија,
- Београд, Галерија Цвијета Зузорић,
- Београд, кућа Ђуре Јакшића,
- Београд,Танјугов прес центар,
- Београд, библиотека Миљковић,
- Београд, НУ Божидар Аџија,
- Београд, НУ Ђуро Салај,
- Београд, У.К.Вук Караџић,
- Скопље, Дом Армије,
- Лесковац, Културни центар,
- Прокупље, Културни центар,
- Подгорица, Дом армије,
- Приштина, Дом армије,
- Мидлтон, Корк, 2007. године,
- Торонто, 1978. године,
- Нанси, 1977. године,

## Колективне изложбе
- Београд, Графички колектив,
- Београд, Галерија 73,
- Нови Сад, Галерија,
- Панчево, Библиотека,
- Београд, Музеј града Београда,
- Копаоник, ЈАТ Апартмани,

## Песничка остварења
Написао је две књиге поезије:
- ОСЛОБАЂАЊЕ ПРОШЛОСТИ, Београд : Књижевни клуб Мала Птица, 2020. године
- ТОЧАНСКИ КОЊСКИ ПОТОК, Београд : Књижевни клуб Мала Птица, 2020. године.

Објављене песме и приче:
- Часопис за књижевност и културу "НОВА ЗОРА",
- Синђелићеве чегарске ватре,
- Осветљење,
- Међународни сусрети песника Ниш,

Збирка песама:
- Магија,
- Живот је поезија,
- Тим и пријатељи.